# Stanton (Staffordshire)
Stanton – wieś i civil parish w Anglii, w Staffordshire, w dystrykcie East Staffordshire. W 2011 roku civil parish liczyła 259 mieszkańców. Stanton jest wspomniana w Domesday Book (1086) jako Stantone.